# SpeedRunners
SpeedRunners è un videogioco a piattaforme bidimensionale sviluppato da DoubleDutch Games e distribuito da tinyBuild. Nella versione multiplayer il giocatore impersona un personaggio che gareggia contro altri tre in una corsa attraverso piattaforme ed ostacoli. 

## Modalità di gioco

### Singleplayer
La modalità singleplayer prevede una corsa a tempo su mappe a diverso tema (università, città, zona industriale...); alla fine di ogni capitolo si deve sfuggire al boss.

### Multiplayer
SpeedRunners presenta le modalità multiplayer locale e online. Sono presenti tre diverse modalità:
- partita classificata: si gareggia contro altri avversari umani scalando la classifica online: si ricevono 15 punti per ogni giocatore battuto, 5 per un pareggio e -10 per una sconfitta ricevuta da ogni avversario, i punti non vengono attribuiti se si entra in una partita già iniziata;
- partita veloce: come la classificata ma senza il conteggio dei punti;
- partita personalizzata: come la veloce ma con la possibilità di scegliere i propri avversari (bot, amici, sconosciuti).

## Workshop
In SpeedRunners è possibile creare mappe personalizzate e pubblicarle attraverso il workshop di Steam. 

## Sviluppo
Dall'uscita il gioco ha avuto molti aggiornamenti che hanno risolto bug e altre imperfezioni che il gioco presentava inizialmente. Oltre a questo hanno anche aggiunto molte mappe.